# Калулу
Ндугу М’Хали или Калулу (1865—1877) — слуга и приёмный сын Генри Мортона Стэнли. За свою короткую жизнь он успел посетить Европу, Америку и Сейшелы. Ему были посвящены книга и скульптура в Музее мадам Тюссо. Присутствовал на похоронах Давида Ливингстона.

## Биография

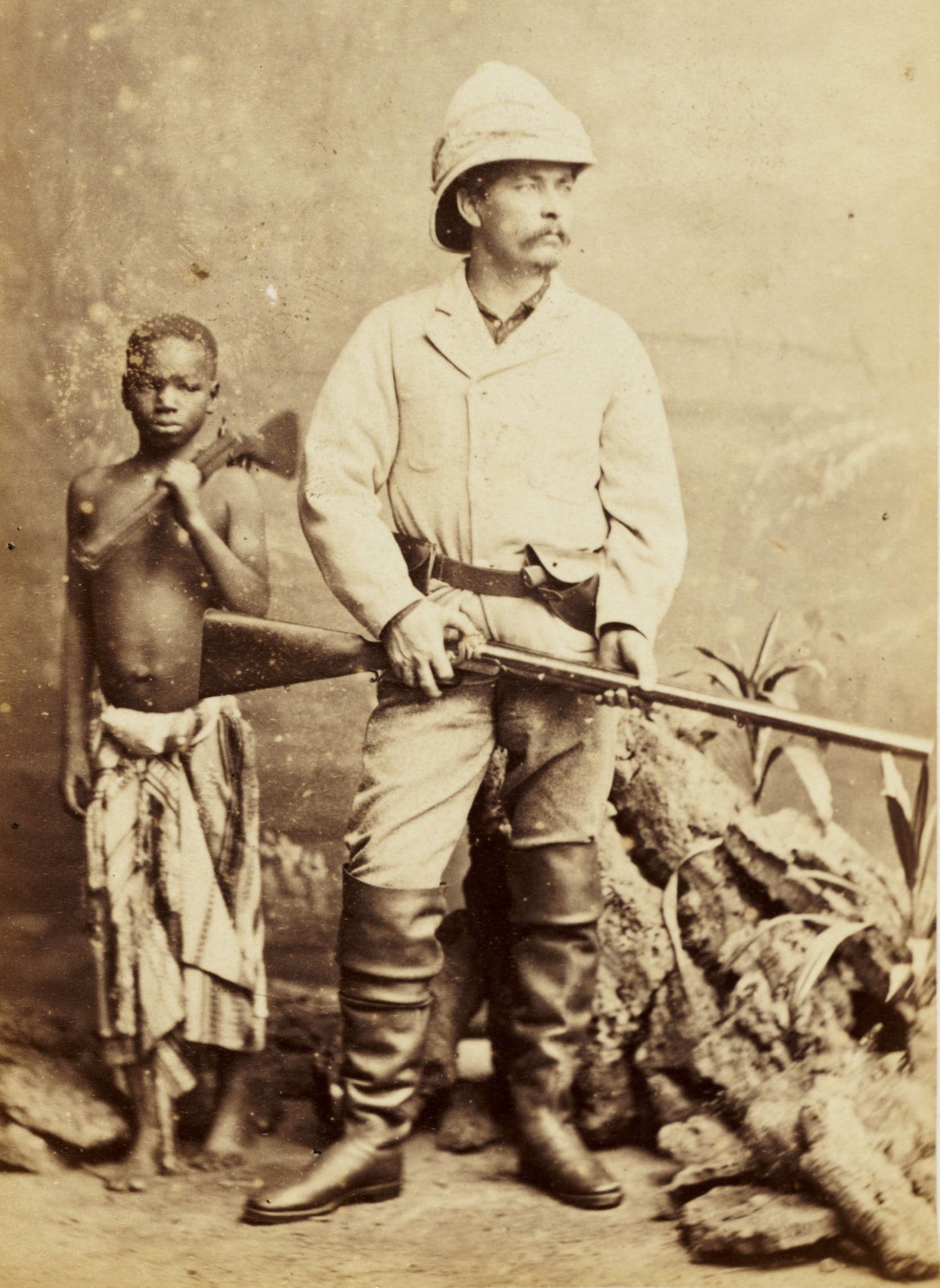
Фотография Калулу и Стэнли

Ндугу М’Хали родился в Африке. Впервые встретился с Генри Мортоном Стэнли в Таборе (Танзания), где Ндугу М’хали был нанят в качестве сопровождающего. Хотя Ндугу М’хали не был рабом, Стэнли дал ему имя Калулу, что означает «детёныш антилопы». После расставания с Ливингстоном в 1872 году Стэнли вернулся в Англию вместе с Калулу. Калулу сопровождал Стэнли в поездках по Европе и Америке, где Мортон читал лекции. В 1873 году Стэнли написал и опубликовал книгу My Kalulu, Prince, King and slave.

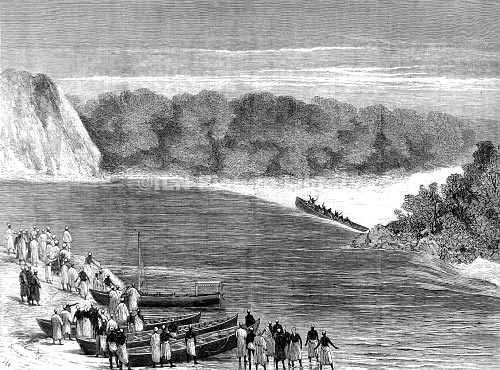
«Смерть Калулу» — гравюра

Позднее Стэнли вернулся в Африку в ходе миссии, поддерживаемой Daily Telegraph и New York Herald, где его задачей стало исследование центральных регионов Африки и составление докладов о действиях работорговцев.
Калулу погиб на реке Луалаба, когда его лодка проходила через водопад. Стэнли был огорчён этим событием и переименовал «Водопад Ливингстона» в «Водопад Калулу».